# ولادیمیر لاتوشا
ولادیمیر لاتوشا (به فرانسوی: Vladimir Latocha) (زادهٔ ۱۵ اوت ۱۹۷۳) شناگر اهل فرانسه است.